# Supersypnoides albimedia
Supersypnoides albimedia là một loài bướm đêm trong họ Noctuidae.